# Jüdischer Friedhof (Harsewinkel)

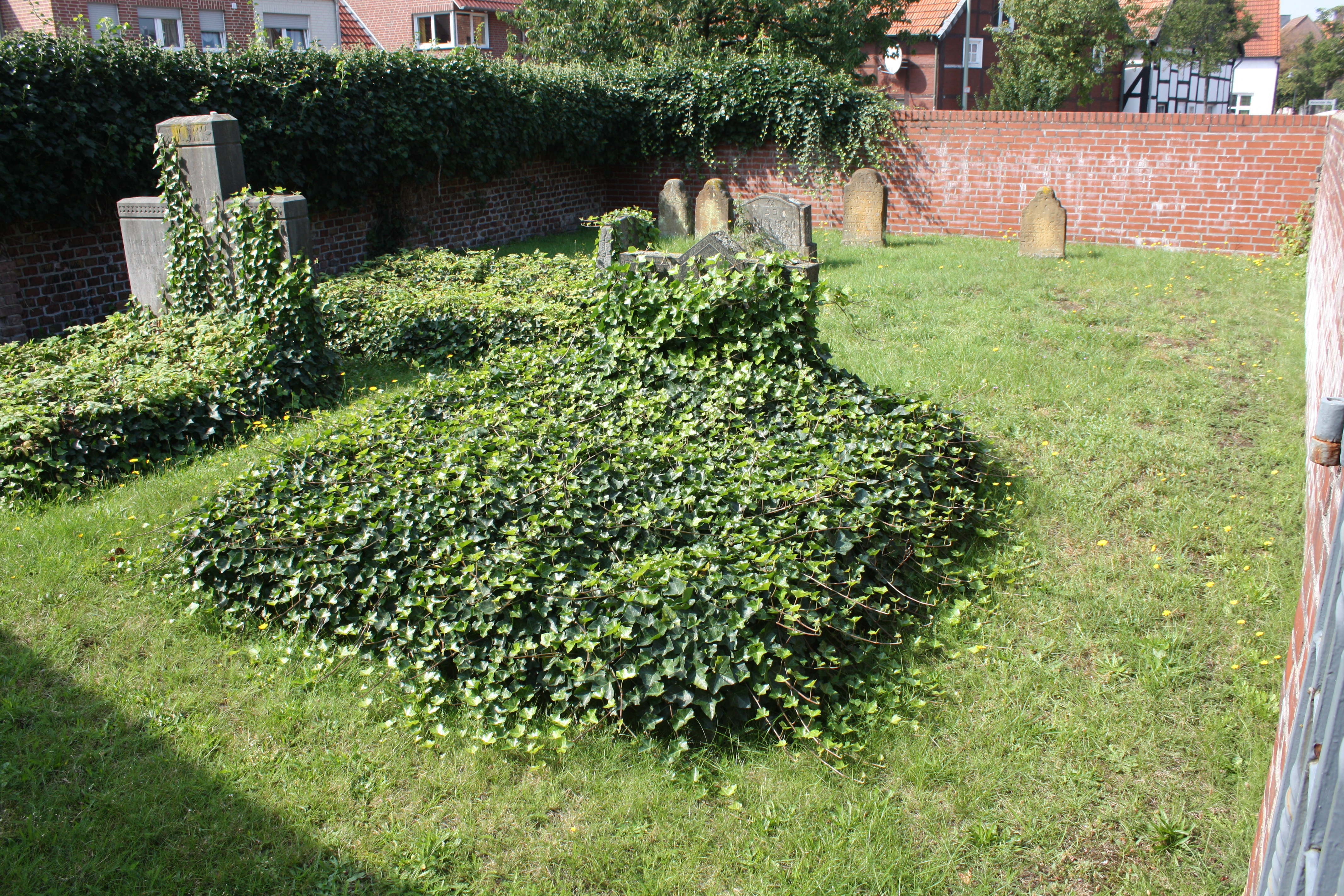
Jüdischer Friedhof in Harsewinkel

Der Jüdische Friedhof Harsewinkel befindet sich in der Stadt Harsewinkel im Kreis Gütersloh in Nordrhein-Westfalen. Das Baudenkmal ist seit dem 3. Juli 1991 unter der Denkmal-Nummer 36 in der  Liste der Baudenkmäler in Harsewinkel eingetragen.
Der jüdische Friedhof liegt an der August-Claas-Straße 54. Auf dem Friedhof, der von 1763 (oder 1793?) bis 1929 belegt wurde, befinden sich neun Grabsteine.